# Gene Samuel
Eugene "Gene" Samuel (15 d'octubre de 1960) és un ciclista de Trinitat i Tobago que s'especialitzà en les proves en pista, encara que també corria en carretera. Va participar en quatre Jocs Olímpics entre 1984 i 1996. Del seu palmarès destaca la medalla de bronze al Campionat del món de quilòmetre contrarellotge de 1991. També aconseguí nombroses medalles en Jocs Panamericans, Campionats Panamericans i Jocs Centreamericans i del Carib.

## Palmarès en pista
- 1984
  - 1r als Campionats Panamericans en Quilòmetre
- 1986
  - Medalla d'or als Jocs Centreamericans i del Carib en Velocitat
  - Medalla d'or als Jocs Centreamericans i del Carib en Quilòmetre
- 1991
  - Medalla d'or als Jocs Panamericans en Velocitat
- 1994
  - 1r als Campionats Panamericans en Quilòmetre